# Гольденберг, Фаина Рувимовна
Фаина Гольденберг (1908, Молдова − 1975) — советский и украинский историк, кандидат исторических наук, один из выдающихся германистов в УССР, часто называют основоположницей германистов.

## Биография
Родилась 1908 года в Кишинёве, в 1914 году её отца мобилизировали на фронт, после ранения они переехали в Одессу. В 1925 году закончила местный лицей № 25. С 1933 года преподавала в педагогическом университете. После назначения мужа в партийную работу в Днепропетровске переехала туда вместе с сыном.
Защитила кандидатскую диссертацию на тему: Гуманист Лессинг в 1947 году опонентом выступил Готалов-Готлиб. Работала доцентом преподавала историю Германии. Стала вместе из своими студентами основателями по изучению истории Германии.